# Honda NSR 125
Honda NSR 125 – sportowy motocykl Hondy produkowany od 1988 roku. W roku 1993 model przeszedł modernizację nadwozia, otrzymał nowe owiewki z charakterystyczną przednią lampą (tzw. kocie oczy) oraz nową aluminiową ramę. Silnik i przednie zawieszenie pozostały bez większych zmian. Model ten cechuje charakterystyczny wygląd, który sprawił, że motocykl stał się bardzo popularny.
W 2002 roku wstrzymano produkcję modelu NSR (są dostępne egzemplarze z początku 2003 roku), który został zastąpiony przez nowy motocykl Hondy – CBR 125R wyposażony w silnik czterosuwowy.

## Wersje
- 125R – NSR o seryjnym oznaczeniu
- 125F – wersja Naked (bez bocznych plastików i kwadratową przednią lampą)
- SP – Sport Production – sportowy model z wieloma modyfikacjami (układu elektrycznego, silnika, zawieszenia, oraz charakterystycznymi naklejkami)

## Silnik
Motocykl został wyposażony w silnik dwusuwowy o pojemności 125 cm³, chłodzony cieczą, z układem dolotowym wyposażonym w zawór membranowy, układem wydechowym z zaworem wydechowym RC-Valve (zmieniającym czas otwarcia okna wydechowego silnika dwusuwowego) i skrzynią biegów o 6 przełożeniach. Silnik ma oznaczenie JC20E (również w nadwoziu JC22). Jest to silnik niezawodny. Dużą zaletą jest dostępność części. Moc silnika wynosi 28,5 koni mechanicznych w wersji w pełni odblokowanej. W zależności od przepisów w krajach docelowych, stosowano blokady mocy na różnym poziomie, lub ograniczenie prędkości.

## Oznaczenia
W zależności od kraju odbiorcy, numer VIN był inny ponieważ produkowano kilka wersji różniące się głównie osprzętem silnika dostosowanym do prawa różnych krajów (symbole A, B, C, D, E od roku 1998).
JC20 – oznaczenie fabryczne modelu NSR 125 produkowanego w latach 1988 – 1993.
JC22 – oznaczenie fabryczne modelu NSR 125 produkowanego w latach 1993 – 2002.

## Osiągi
Wersja w pełni odblokowana:
Prędkość maksymalna: 160km/h
Przyspieszenie 0 do 100km/h: 7 sekund.
Wersja zablokowana:
Prędkość maksymalna: 120km/h
Przyspieszenie 0 do 100km/h: 9-12 sekund.

## Dane techniczne
- Rodzaj silnika: dwusuwowy, chłodzony cieczą
- Liczba cylindrów: 1
- Rodzaj rozrządu: zawór membranowy, zawór wydechowy
- Pojemność skokowa: 124,8cm³
- Średnica cylindra/skok tłoka: 54mm/54,5mm
- Moc maksymalna: 21KW/28,5KM przy 10500 obr./min
- Maksymalny moment 19Nm przy 9000 obr./min
- Skok zawieszenia przód, tył: 118mm, 125mm
- Wysokość siodełka: 790mm
- Długość: 2075mm
- Szerokość: 670mm
- Skrzynia biegów: 6-stopniowa
- Pojemność zbiornika paliwa: 13l
- Rezerwa: 2,9l
- Rozmiar opony bezdętkowe przód,tył: 100/80/17 52T, 130/70/17 62T
- Masa pojazdu gotowego do jazdy: 144kg (132kg wersja F)
- Rozstaw osi: 1345mm
- Rodzaj napędu: łańcuch
- Średnie zużycie paliwa: 4-7l/100km
- Przyspieszenie 0-100 km/h: 7s
- V-max: 120/160km/h[1][2]